# Eugène Lecrosnier
Eugene Georges Joseph Lecrosnier (ur. 20 kwietnia 1923 w Maupertuis we Francji, zm. 15 października 2013) – francuski biskup katolicki.

## Życiorys
Święcenia kapłańskie przyjął w dniu 20 grudnia 1947 roku. 
21 kwietnia 1969 roku papież Paweł VI mianował go biskupem pomocniczym archidiecezji Chambéry ze stolicą tytularną San Leone. 3 listopada 1979 roku mianowany ordynariuszem diecezji Belfort-Montbéliard. W dniu 1 marca 2000 roku przeszedł na emeryturę.